# Margareta Pettersson
Ingrid Margareta Elisabeth Pettersson, född den 6 oktober 1955 i Stockholm, är en svensk skådespelare.

## Filmografi

### Filmer
- 1985 – Dödspolare - kvinnan på vinden
- 1986 – I lagens namn - första sjuksköterskan
- 1986 – Morrhår och ärtor - Ullabritt
- 1986 – På liv och död - kvinna som föder i bil
- 1991 – Joker - receptionist
- 1994 – Lust - Maggan
- 1996 – Barnatro - mamman
- 1996 – Silvermannen - vårdbiträdet
- 1997 – Chock. Det ringer - mamman
- 1999 – Dödlig drift - portier
- 1999 – Sjön - Alice
- 2004 – Hip hip hora - rektorn
- 2006 – Paketet - kassörskan
- 2011 – Superkär - Mamma till filmens huvudroll en sexårig pojke.
- 2011 – Människor helt utan betydelse - passkund
- 2012 – Flimmer - Berit
- 2013 - Kuratorn - Huvudroll kurator
- 2014 - Jag är min egen - Lena
- 2014 - Blackout - Mickes mamma
- 2017 - Downsizing - Solveig Advardsen - Ledande roll

• 2019 - Tyrannen (The Tyrant) - 
```
 Mamman
```

× 2023 - Konferensen - Voice Over 
```
 Commercial
```

### TV
- 1986 – Namnsdagsserien (TV-serie) - Religiös kvinna
- 1986 – Julpussar och stjärnsmällar (TV-serie) - Granne
- 1989 – Flickan vid stenbänken (TV-serie)
- 1994 – Fallet Paragon (TV-serie) - kvinna i restaurangen
- 1995 – Anmäld försvunnen (TV-serie) - Diana Lundberg, 1 avsnitt
- 1999 – Ett litet rött paket (TV-serie) - 1 avsnitt
- 1999 – Sally (TV-serie)  - Samtliga kvinnliga gästroller i 8 avsnitt
- 2006 – Mäklarna (TV-serie) - arbetsförmedlaren, 1 avsnitt
- 2010 – Våra vänners liv (TV-serie) - receptionisten Gun
- 2011 – Bolibompa (TV-serie) - professor Pia Placebo
- 2012 – Jobbtjuven (TV-serie) - Arbetsförmedlaren 3 avsnitt
- 2013 – Barna Hedenhös uppfinner julen (TV-serie) - Stenåldersgranne till Familjen Hedenhös
- 2014 – Kontoret (TV-serie) - Lena
- 2017 – Småstaden (TV-serie) - Polismästare
- 2023-2024 – Haffa (TV-serie) - Siv